# Josip Tadić
Josip Tadić (Đakovo, Croacia, 22 de agosto de 1987) es un futbolista croata que juega de delantero. 

## Selección nacional
Ha sido internacional con la selección de fútbol sub-21 de Croacia en 22 ocasiones y anotando 5 goles.

## Clubes
| Club                     | País      | Año       |
| ------------------------ | --------- | --------- |
| N. K. Osijek             | Croacia   | 2004-2005 |
| Bayer 04 Leverkusen      | Alemania  | 2005-2006 |
| G. N. K. Dinamo Zagreb   | Croacia   | 2007-2009 |
| Grenoble Foot            | Francia   | 2009-2010 |
| Arminia Bielefeld        | Alemania  | 2011      |
| AC Omonia                | Chipre    | 2011      |
| Lechia Gdańsk            | Polonia   | 2011-2012 |
| Melbourne Heart F. C.    | Australia | 2012-2013 |
| H. N. K. Rijeka          | Croacia   | 2013-2014 |
| N. K. Zadar (cedido)     | Croacia   | 2013-2014 |
| S. K. Sturm Graz         | Austria   | 2014-2016 |
| Balıkesirspor            | Turquía   | 2016-2017 |
| N. K. Slaven Belupo      | Croacia   | 2017      |
| F. K. Sūduva Marijampolė | Lituania  | 2017-2018 |
| Kitchee S. C.            | Hong Kong | 2018-2019 |
| F. K. Sūduva Marijampolė | Lituania  | 2019-2020 |
| F. C. Žalgiris           | Lituania  | 2021-     |